# Asplenium depauperatum
Asplenium depauperatum là một loài thực vật có mạch trong họ Aspleniaceae. Loài này được Fée miêu tả khoa học đầu tiên năm 1857.